# Atlantski ocean
Atlántski oceán, krajše imenovan tudi Atlántik, je drugi največji ocean na Zemlji, saj pokriva približno petino njene površine. Ime oceana izhaja iz grške mitologije in pomeni »Atlasovo morje«.
Atlantski ocean od severa proti jugu napolnjuje razvlečen bazen v obliki črke S, ki ga ob ekvatorialnih protitokovih na približno 8° severne širine lahko razdelimo na Severni in Južni Atlantski ocean. Ocean, ki ga na zahodu omejujeta Severna in Južna Amerika, na vzhodu pa Evropa in Afrika, je prek Arktičnega oceana na severu in Drakovim prelivom na jugu povezan s Tihim oceanom; umetno pa od leta 1914 tudi prek plovne poti skozi Panamski prekop. Na vzhodu razmejitvena črta med Atlantskim in Indijskim oceanom poteka na 20° vzhodne dolžine. Meja z Arktičnim oceanom poteka po lomljeni črti od Grenlandije do najjužnejših delov Svalbarda in nazaj na sever do Norveške.

## Geografija
Atlantski ocean je omejen na zahodu s Severno in Južno Ameriko. Povezuje se z Arktičnim oceanom skozi Dansko ožino, Grenlandsko morje, Norveško morje in Barentsovo morje. Na vzhodu je meja oceana Evropa, Gibraltarska ožina (kjer se združi s Sredozemskim morjem - enim od svojih robnih morij, in Črnim morjem, ki se dotakne tudi Azije) in Afrika.
Na jugovzhodu Atlantski ocean prehaja v Indijski ocean. Vzhodni poldnevnik 20 °, ki poteka južno od rta Agulhas definira mejo z Antarktiko. Nekatere inštitucije pravijo, da se razteza na jug do Antarktike, druge pa, da je omejen z 60 ° vzporedikom v Južnem oceanu. 
Pokriva približno 22% površine Zemlje in je drugi po velikosti za Tihim oceanom. S svojimi sosednjimi morji zaseda površino okoli 106.400.000 kvadratnih kilometrov, brez njih pa ima površino 82.400.000 kvadratnih kilometrov. Površina kopnega, ki odteka v Atlantik zajema štiri kratnik bodisi Tihega ali Indijskega oceana. Obseg Atlantika s sosednjimi morji je 354.700.000 kubičnih kilometrov in brez njih 323.600.000 kubičnih kilometrov.
Povprečna globina Atlantika s sosednjimi morji je 3.339 metrov, brez njih je 3.926 metrov. Največja globina Milwaukee Deep s 8.380 metrov je v Portoriškem jarku. Širina Atlantika se giblje od 2.848 km med Brazilijo in Sierre Leone do več kot 6.400 km na jugu.

### Morja znotraj Atlantskega oceana
Atlantik ima pomembno osrednje morje, robna morja in celinsko morje:
| Oznaka                              | Tip      | Površina (km²) | Globina (m) |
| ----------------------------------- | -------- | -------------- | ----------- |
| Norveško morje                      | Robno    | 1.380.000      | ~1.750      |
| Sredozemsko morje                   | Robno    | 2.500.000      | 1.720       |
| Irmingerjevo morje                  | Robno    | 800.000        | 2.800       |
| Severno morje (ob Veliki Britaniji) | Robno    | 575.000        | 94          |
| Baltsko morje                       | Celinsko | 413.000        | 52          |
| Južnoatlantsko osrednje morje       | Osrednje | 4.354.000      | 2.216       |
| Baffinov zaliv                      | Robno    | 689.000        | 861         |
| Labradorsko morje                   | Robno    | 841.000        | 1.898       |
| Biskajski zaliv                     | Robno    | 223.000        |             |
| Rokavski preliv                     | Robno    | 75.000         | 63          |
| Keltsko morje                       | Robno    |                | < 100       |
| Irsko morje                         | Robno    | 104.000        | < 175       |
| Hebridsko morje                     | Robno    |                | < 260       |
| Beltsko morje                       | Robno    | 22.000         | 80          |
| Sargaško morje                      | Robno    | 5.300.000      | 5.000       |
| Škotsko morje                       | Robno    | 900.000        |             |
| Zaliv Maine (zaliv Fundi)           | Robno    | 93.000         |             |
| Zaliv svetega Lovrenca              | Robno    | 240.000        |             |
| Gvinejski zaliv                     | Robno    |                |             |
| Karibsko morje                      | Robno    |                |             |
| Mehiški zaliv                       | robno    |                |             |
| Cádiški zaliv (Bahía de Cádiz)      | robno    |                |             |
| Hudsonov zaliv                      | celinsko | 1.230.000      |             |

### Naravne povezave do drugih oceanov
Danski preliv med Grenlandijo in Islandijo ter Davisov preliv v Baffinovem zalivu med Kanado in Grenlandijo, ki povezuje Atlantik in Arktični ocean. Vzhodno od Islandije, v Norveškem morju vstopi v Arktični ocean. Največji stik povezuje Atlantik z drugimi oceani južno od rta Agulhas. Poldnevnik skozi ta kraj ločuje Atlantik od Indijskega oceana. Južno od 60. vzporednika velja meja iz pogodbe o Antarktiki na Južnem oceanu. Naravne povezave do Tihega oceana so Magellanov preliv, preliv Beagle in vode okoli Rta Horn.

### Umetne povezave
Umetni povezavi do drugih oceanov sta Sueški prekop in Panamski kanal.

### Otoki
Nekateri večji otoki na Zemlji ležijo v Atlantskem oceanu: Britansko otočje, Grenlandija,  Nova Fundlandija. Otočja so Azori, Bahamsko otočje, Bermudski otoki, Falklandi, brazilska otoška skupina Fernando de Noronha, Veliki Antili, ob kamerunski obali skupina Sveti Tomaž in Princ (São Tomé in Príncipe), Kanarski otoki, Mali Antili, otočje svetega Petra in svetega Pavla, otoki Scilly in otoška država Zelenortski otoki, otočje Bijagos pred obalo Gvineje Bissau, osamljeni otoki so Annobón, Ascension, Bioko, Bouvetov otok, Goughov otok, Madeira, Sveta Helena, otoki Martina vaza Trindade in najbolj osamljeni otoki v Atlantiku, Tristan da Cunha.

## Oceansko dno
Glavna značilnost batimetrije (meritve oceanskega dna) je podmorsko gorovje imenovano Srednjeatlantski hrbet.  Ta sega od Islandije na severu do približno 58 ° južne zemljepisne širine in doseže največjo širino približno 1590 km. Velik jarek se razteza tudi po sredini grebena na večini njegove dolžine. Globina vode na vrhu grebena znaša manj kot 2700 metrov na večini mestih, medtem ko je dno grebena trikrat globlje. Nekateri vrhovi se vzpnejo nad vodo v obliki otokov.  Južni Atlantski ocean ima dodaten podmorski hrbet, imenovan Walviški hrbet. 
Srednjeatlantski hrbet ločuje Atlantski ocean v dve veliki dolini z globino 3.700-5.500 metrov. Prečni grebeni teče med celinami in Srednjeatlatskim hrbtom in razdelijo oceansko dno v številne kotline. Nekatere izmed večjih kotlin so Blake, Gvajanska, Severnoameriška, Zelenortska in kotlina Kanarskih otokov v severnem Atlantiku. Največje v južnem Atlantiku pa so Angolska, Argentinska in Brazilska kotlina
Globoko dno oceana je dokaj ravno z občasnimi morskimi globelmi, abisalnimi ravnicami, jarki, podvodnimi gorami, kotlinami, planotami, soteskami in nekaterimi jarki. Različne police ob robu celin predstavljajo približno 11% od spodnje topografije z nekaj globokimi kanali, ki prerežejo kontinentalni dvig.
Oceanski jarki in podvodne gore so:
- Portoriški jarek v severnem Atlantiku je najgloblji jarek na 8.605 metrov [6]
- Lavrencijski jarek se nahaja ob vzhodni obali Kanade
- Južni Sandwichev jarek doseže globino 8.428 metrov
- Romanche jarek se nahaja v bližini ekvatorja in doseže globino približno 7.454 metrov

Oceanski sedimenti so sestavljeni iz:
- Terigeni sedimenti so kopenskega izvora, sestavljeni iz peska, blata in kamnitih delcev ustvarjenih z erozijo, preperevanjem in vulkansko aktivnostjo na kopnem, oprani v morje. Ti materiali se nahajajo večinoma na celinskih policah in so najdebelejši v bližini velikih rečnih ustij ali ob puščavskih obalah.
- Pelagični sedimenti, ki vsebujejo ostanke organizmov, ki so se potopili do dna oceana, vključujejo rdeče gline in globigerine, pteropoda in silikatno blato. Zajema večino oceanskega dna in sega v debelini od 60-3.300 metrov, so najdebelejši v konvergenčnih pasovih, predvsem na Hamiltonovem hrbtu in naraščajočih conah.
- Autigenični sedimenti so sestavljeni iz takih materialov, kot so manganovih gomolji. Pojavljajo se, kjer sedimentacija poteka počasi ali če tokovi razvrščajo sedimente, kot je primer v Hewett Curve

## Lastnosti vode
V povprečju je Atlantik bolj slan velik ocean; slanost površinske vode na odprtem morju se giblje od 33 do 37 delov na tisoč (3,3-3,7%) glede na maso in se razlikuje glede na zemljepisno širino in sezono. Izhlapevanje, padavine, rečni dotok in taljenje morskega ledu vplivajo na vrednosti površinske slanosti. Čeprav so najnižje vrednosti slanosti le severno od ekvatorja (zaradi močnega tropskega dežja), so na splošno najnižje vrednosti v visokih zemljepisnih širinah in ob obalah, kjer vstopijo velike reke. Najvišje vrednosti slanosti se pojavijo pri približno 25 ° proti severu in jugu, v subtropskih regijah z nizko količino padavin in visokim izhlapevanjem.
Površinske temperature vode se razlikujejo glede na zemljepisno širino, sedanjih sistemov in sezone in odražajo porazdelitve sončne energije; so v razponu od pod -2 ° C do več kot 30 ° C. Najvišje temperature se pojavljajo severno od ekvatorja, minimalne vrednosti najdemo v polarnih območjih. V srednjih zemljepisnih širinah je območje nihanja temperature največje, vrednosti se lahko razlikujejo za 7-8 ° C.
Atlantski ocean je sestavljen iz štirih glavnih vodnih mas. V Severnem in Južnem Atlantiku tvorijo površino centralne vode. Sub-Antarktična posredniška voda sega do globine 1000 metrov. Severnoatlantska globoka voda ( North Atlantic Deep Water – NADW) doseže globino okoli 4.000 metrov. Antarktična zgornja voda ( Antarctic bottom water (AABW) zavzema oceanske kotline v globinah več kot 4000 metrov.
V severnem Atlantiku, oceanski tokovi izolirajo Sargaško morje, veliko podolgovato telo z nadpovprečno slano vodo. Sargaško morje vsebuje velike količine morskih alg in je tudi drstišče tako za evropske kot ameriško jeguljo.
Coriolisova sila vrti severnoatlantske vode v smeri urinega kazalca, v Južnem Atlantiku voda kroži v nasprotni smeri urinega kazalca. Južna plimovanja so pol-dnevna; torej prideta dve plimi med vsakih 24 Luninih ur. V zemljepisnih širinah nad 40 ° severno se pojavi nekaj nihanja vzhod-zahod.

## Klima
Podnebje vpliva na temperature površinskih voda in vodnih tokov, kot tudi na vetrove. Ker ima ocean velike zmogljivosti za shranjevanje in sprostitev toplote, je morsko podnebje bolj zmerno in ima manj ekstremnih sezonskih nihanj kot celinsko podnebje. Padavine lahko ocenimo iz obalnih vremenskih podatkov in temperature zraka ter temperature vode.
Oceani so glavni vir zračne vlage, ki nastane z izhlapevanjem. Podnebne cone se razlikujejo glede na zemljepisno širino; najtoplejša območja se raztezajo čez Atlantik severno od ekvatorja. Najhladnejša območja so v visokih zemljepisnih širinah, najbolj mrzle regije, ki ustrezajo področjem, ki jih pokriva morski led. Oceanski tokovi vplivajo na podnebje, saj prevažajo tople in hladne vode v druge regije. Vetrovi, ki so ohlajeni ali segreli, ko pihajo preko teh tokov, vplivajo na sosednja kopna območja.
Zalivski tok in njegov severni podaljšek proti Evropi, severnoatlantski tok na primer, grejeta atmosfero na Britanskem otočju in v severni Evropi in vplivata na vreme in podnebje tako na jugu kot na severu Sredozemlja. Hladni vodni tokovi prispevajo k megli ob obali vzhodne Kanade (območje Nove Fundlandije) in afriški severozahodni obali. Na splošno velja, da vetrovi prenašajo vlago in zrak nad kopno. Orkan se razvije v južnem delu Severnega Atlantskega oceana. Več lokalnih posebnih vremenskih primerov je mogoče najti kot je na primer Azorski anticiklon, Benguelski tok in Nor'easter.

## Zgodovina
Atlantski ocean se zdi, da je drugi najmlajši izmed petih oceanov. Ni obstajal do pred 130 milijoni let, ko so kontinenti, ki so nastali iz razpadlega prednika super kontinenta Pangee, začeli potovati narazen. Atlantik je obširno raziskan od časa nastanka prvih naselij ob njegovih obalah.
Vikingi, Portugalci in Španci so bili prvi, ki so raziskovali in ga prečkali sistematično iz Evrope v Ameriko in od Severnega do Južnega Atlantika, kot tudi njene otoke in otočja. Po potovanjih Krištofa Kolumba leta 1492 v imenu Španije, je postala Amerika v Evropi dobro znana in raziskovanje so Evropejci hitro pospešili, kar je vodilo do številnih novih trgovskih poti in kolonizacijo Amerik.
Atlantik je postal in ostaja glavna arterija med Evropo in Amerikama (znan kot čezatlantska trgovina). Znanstvena raziskovanja vključujejo ekspedicijo Challenger, nemško ekspedicijo Meteor, Columbia University's Lamont-Doherty Earth Observatory in United States Navy Hydrographic Office.

### Pomembna prečkanja
- Okoli 600 - 400 pred našim štetjem je kartažanski raziskovalec Hanno Navigator raziskoval zahodno Afriko in morda dosegel in prečkal Gvinejski zaliv in ekvator.
- Okoli 980 - 982 je Erik Rdeči odkril Grenlandijo, geografsko in geološko del Amerik.
- V letu 1000 je bil Islandec Leif Ericson prvi Evropejec, ki je stopil na severnoameriška tla, kar ustreza današnji vzhodni obali Kanade, tj. provinci Nova Fundlandija in Labrador, vključno področje ozemlja z imenom "Vinland" po Ericsonu. To odkritje Vikingov je bilo dokumentirano v islandskih sagah v 13. stoletju in je bilo potrjeno z nedavnimi L'Anse aux Meadows arheološkimi dokazi.
- Okoli 1010 je Thorfinnr Karlsefni vodil poskus ustanoviti vikinško naselje v Severni Ameriki s 160 naseljenci, kasneje so ga odpeljali domačini. Njegov sin Snorri Thorfinnsson je bil prvi,  ki se je rodil (nekje med 1010 in 1013) evropskim (islandskim) priseljenskim staršem.
- Leta 1419 in 1427 so portugalski navigatorji dosegli Madeiro in nato še Azore.
- Od leta 1415 do 1488 so portugalski navigatorji raziskovali zahodno afriško obalo, prečkali ekvator, in dosegli južni Atlantik in Rt dobrega upanja na južni konici Afrike ter vstopili v Indijski ocean.
- Leta 1492 je Krištof Kolumb pristal na otoku San Salvador na Bahamih.
- Od 1496 do 1498 je John Cabot opravil tri potovanja iz Bristola v Severno Ameriko, pristanek na Novi Fundlandiji in / ali morebiti v kanadski provinci Maritime.
- Leta 1500 je Pedro Álvares Cabral dosegel Brazilijo.
- Leta 1519 je Ferdinand Magellan odplul iz Španije v južni Atlantik in vstopil v Tihi ocean; po njem so kasneje poimenovali ožino Magellanov preliv.
- Leta 1524 je florentinski raziskovalec Giovanni da Verrazzano, v službi kralja Franca I. francoskega, odkril vzhodno obalo Združenih držav Amerike.
- Leta 1534 je Jacques Cartier vstopil v zaliv Svetega Lawrenca in dosegel ustje reke svetega Lawrenca.
- V aprilu 1563 so Nicolas Barre in 20 drugih hugenotov prvič v Ameriki zgradili ladjo in odpluli čez Atlantik. Odpluli so iz Charlesforta, Južna Karolina, tik do obale Anglije, kjer so jih rešili z angleško ladjo. Čeprav so se poslužili kanibalizma, je sedem moških preživelo potovanje, vključno Barre. [7][8]
- Leta 1764 je William Harrison (sin Johna Harrisona) jadral na krovu HMS Tartar, s pomorsko uro znano kot H4. Potovanje je postalo osnova za izum svetovnega sistema zemljepisne dolžine.
- Leta 1858, Cyrus West Field položil prvi čezatlantski telegrafski kabel.
- Leta 1865 je Brunelova ladja SS Great Eastern položila prvi uspešen čezatlantski telegrafski kabel.
- Leta 1870 je City of Ragusa (Dubrovnik) postal prvi majhen rešilni čoln, ki je prečkal Atlantik iz Corka do Bostona s posadko dveh, John Charles Buckley in Nikola Primorac (di Costa). [9]
- Leta 1896 sta Frank Samuelsen in George Harbo iz Norveške postala prva človeka, ki sta veslala čez Atlantski ocean.
- 15. aprila 1912 se je RMS Titanic potopil po trčenju z ledeno goro; umrlo je več kot 1.503 ljudi. [10]
- 1914-1918, med akcijami podmornic v prvi svetovni vojni je bilo več kot 2.100 ladij potopljenih in 153 podmornic uničenih.
- Leta 1919 je ameriški NC-4 postal prvi hidroplan, ki je prečkal Atlantik (čeprav je naredil nekaj pristankov na otokih in morju vzdolž poti in vozil po voznih poteh več sto kilometrov).
- Kasneje leta 1919 je britansko letalo, ki sta ga pilotirala Alcock in Brown prva preletela Atlantik od Nove Fundlandije na Irsko brez postanka.
- Leta 1921 so Britanci prvi prečkati Severni Atlantik z zračno ladjo.
- Leta 1922 sta portugalska letalca Sacadura Cabral in Gago Coutinho prvič preletela južni Atlantik med Lizbono in Rio de Janeirom.
- V mesecu maju 1927 sta Charles Nungesser in François Coli v svojem letalu L'Oiseau Blanc (Bela ptica) skrivnostno izginila v poskusu, da bi prva brez postanka preletela Atlantik iz Pariza v New York.
- Leta 1927 je Charles Lindbergh prvi sam preletel Atlantik med New Yorkom in Parizom.
- Leta 1931 je Bert Hinkler opravil prvi solo non-stop čezatlantski polet čez južni Atlantik.
- Leta 1932 je Amelia Earhart postala prva ženska, ki je opravila solo polet čez Atlantik od Harbour Grace na Novi Fundlandiji do Derryja, Severna Irska.
- 1939-1945, med drugo svetovno vojno je v Bitki za Atlantik potonilo skoraj 3.700 ladij in 783 podmornic. [11]
- Leta 1952 je bila Ann Davison prva ženska, ki je sama prejadrala Atlantski ocean.
- Leta 1965 je Robert Manry brez postanka prečkal Atlantik iz ZDA v Anglijo v 4,1 meter dolgi jadrnici z imenom Tinkerbell. [12] Nekateri drugi so v 1960-tih tudi prečkal Atlantik v zelo majhnih jadrnicah, a nobeden od njih brez postanka.
- Leta 1969 in 1970 je Thor Heyerdahl začel ekspedicije prečkati Atlantik v čolnih, zgrajenih iz papirusa. Uspelo mu je prečkati Atlantik od Maroka do Barbadosa po dvomesečnem potovanju 6.100 km z Ra II leta 1970, s čimer prepričljivo dokazal, da bi plovila, kot so Ra lahko odplula z Kanarskim tokom čez Atlantik v prazgodovini. [13]
- Leta 1980 je bil Gérard d'Aboville prvi človek, ki je prečkal Atlantski ocean v solo veslanju.
- Leta 1984 je Amyr Klink prečkal južni Atlantik v solo veslanju iz Namibije v Brazilijo v 100 dneh.
- Leta 1984 je pet Argentincev jadralo na 10 metrov dolgem splavu narejenem iz drevesnih debel, imenovanem Atlantis, od Kanarskih otokov in po 52 dneh 4.800 km prispeli v Venezuelo, v poskusu, da bi dokazali, da so ljudje iz Afrike lahko prečkali Atlantik pred Krištofom Kolumbom. [14][15]
- Leta 1994 je bil Guy Delage prvi človek, ki je domnevno plaval čez Atlantski ocean (s pomočjo kick boarda, iz Zelenortskih otokov do Barbadosa).
- V letu 1998 je Benoît Lecomte kot prvi človek preplaval severni Atlantski ocean brez kick boarda, ustavil se je samo za en teden na Azorih.
- Leta 1999, po 81 dni veslanja in 4.767 kilometrov, je Tori Murden postala prva ženska, ki prečkala Atlantski ocean sama v čolnu, ko je dosegla Guadeloupe iz Kanarskih otokov.
- Leta 2003 so Alan Priddy in trije člani posadke rekordno v 103 urah prečkali Severni Atlantik v RIB (napihljiv čoln s togim dnom) od Nove Fundlandije do Škotske, preko Grenlandije in Islandije.

## Gospodarski pomen
Atlantik je znatno prispeval k razvoju in gospodarstvu v obalnih državah. Poleg glavnih čezatlantskih transportnih in komunikacijskih poti, Atlantik ponuja obilo naftnih zalog v sedimentnih kamninah kontinentalnih polic. Atlantik gosti najbogatejše ribolovne vire, predvsem v vodah, ki pokrivajo police. Glavne ribe so trska, vahnja, oslič, sled in skuša.
Najbolj produktivna področja so Velika Novofundlanska plitvina, Novoškotska polica, Jurijeva plitvina, Cape Cod, Bahamska plitvina, akvatorij Islandije, Irsko morje, Doggerska plitvina v Severnem morju in Falklandska planota. Jegulja, jastog in kiti se pojavljajo v velikih količinah. Različne mednarodne pogodbe poskušajo zmanjšati onesnaževanje z okoljskimi grožnjami, kot so razlitje nafte, morski odpadki ter sežiganje strupenih odpadkov na morju.

### Naravni viri
Atlantski ocean skriva naftna in plinska polja, ribe, morske sesalce (tjulnje in kite), pesek in gramoz, placer sedimente, polimetalne gomolje in drage kamne.

### Naravne nesreče
Ledene gore so pogoste od februarja do avgusta v Davisovem prelivu, Danskem prelivu in severozahodnem Atlantiku, opazili pa so jih tako daleč na jugu, kot so Bermudi in Madeira. Ladje so na skrajnem severu od oktobra do maja predmet zaledenitve. Trdovratna megla je lahko nevarnost od maja do septembra, prav tako tropski cikloni severno od ekvatorja (od maja do decembra).
Jugovzhodna obala Združenih držav Amerike ima dolgo zgodovino razbitin zaradi svojih številnih plitvin in čeri. Obale Virginije in Severne Karoline so še posebej nevarne.
Za Bermudski trikotnik popularno verjamejo, da je prizorišče številnih letalskih in pomorskih incidentov zaradi nepojasnjenih in domnevno skrivnostnih vzrokov, vendar obalna straža in evidence ne podpirajo tega prepričanja.

## Trenutna okoljska vprašanja
Ogrožene vrste morskih živali vključujejo mante, tjulnje, morske leve, želve in kite. Ribolov z visečo mrežo lahko ubije delfine, albatrose in druge morske ptice (strmoglavce, njorke), prispeva k hitrejšemu upadu ribjih zalog in k mednarodnim sporom.  Lokalna onesnaženja prihajajo iz vzhodnih ZDA, južne Brazilije in vzhodne Argentine. Onesnaženja z nafto v Karibskem morju, Mehiškem zalivu, jezeru Maracaibo, Sredozemskem morju in Severnem morju; in industrijski in komunalni odpadki,  onesnaževanje z odplakami v Baltskem morju, Severnem morju, in Sredozemskem morju.
V letu 2005 se je pojavila skrb, da se topli severni evropski tok upočasnjuje. 
7. junija 2006 je Floridska komisija za prosto živeče živali glasovala o izbrisu mante na seznam ogroženih vrst. Nekatere okoljevarstvenike skrbi, da bi to lahko spodkopalo varnost tega priljubljenega morskega bitja.

### Onesnaževanje morja
Morsko onesnaževanje je splošen izraz za vnos v ocean potencialno nevarnih kemikalij ali delcev. Največji krivci so reke in z njimi številne kemikalije iz uporabe v kmetijstvu kot tudi živine in človeški odpadki. Pomanjkanje kisika zaradi kemikalij vodi do hipoksije in ustvarjanja mrtvih con. 
Morske naplavine, ki so znane tudi kot morski odpadki, so človeško ustvarjeni plavajoči odpadki v vodnem telesu. Te naplavine se kopičijo v središču oceanskih vrtincev in ob obalah, pogosto nasedejo, kar je znano, kot plaža smeti.

## Pomen v kulturi
Atlantski ocean je bil imenovan po starogrškem titanu Atlasu; po njem je imenovano gorovje Atlas;  oboje je vprašljivo. Čezatlantska potovanja so igrala pomembno vlogo pri širjenju zahodne civilizacije v Ameriki. Atlantik  ločuje "Stari svet" od "Novega sveta". V sodobnem času se nekateri idiomi nanašajo na ocean s humorno pomanjševalnico kot the Pond, ki opisuje tako geografski kot kulturni razkorak med Severno Ameriko in Evropo, zlasti med angleško govorečimi narodi obeh celin. Mnogi Britanci pravijo za Združene države Amerike in Kanado kot "čez lužo" in obratno. 
"Črni Atlantik" se nanaša na vlogo tega oceana pri oblikovanju zgodovine Črncev, zlasti prek atlantske trgovine s sužnji. Irski migranti v ZDA so uporabljali izraz "Zeleni Atlantik". Izraz "Rdeči Atlantik" je bil uporabljen pri sklicevanju na marksistični koncept atlantskega delavskega razreda, kakor tudi za atlantske izkušnje domorodnih ljudi v Ameriki. 

## Mejne države in teritoriji
Države (ozemlja v poševnem tisku) z obalo na Atlantski ocean (brez Črno, Baltsko in Sredozemsko morje), so:

### Evropa
- Azores (PRT)
- Belgija
- Danska
- Ferski otoki (DEN)
- Francija
- Nemčija
- Islandija
- Irska
- Otok Man (UK)
- Nizozemska
- Norveška
- Portugalska
- Španija
- Združeno kraljestvo

### Afrika
- Angola
- Benin
- Otoki Bouvet (NOR)
- Kamerun
- Canary Islands (ESP)
- Zelenortski otoki
- Demokratična republika Kongo
- Ekvatorialna Gvineja
- Gabon
- Gambija
- Gana
- Gvineja
- Gvineja Bissau
- Slonokoščena obala
- Liberija
- Madeira (PRT)
- Mavretanija
- Maroko
- Namibija
- Nigerija
- Kongo
- Sveta Helena (UK)
- Sveti Tomaž in Princ
- Senegal
- Sierra Leone
- Južna Afrika
- Togo
- Zahodna Sahara (zahteva jo Maroko) (MAR)

### Južna Amerika
- Argentina
- Brazilija
- Čile
- Kolumbija
- Falklandski otoki (UK)
- French Guiana (FRA)
- Gvajana
- Južna Georgija in Južni Sandwichevi otoki (UK)
- Surinam
- Urugvaj
- Venezuela

### Severna in Srednja Amerika
- Belize
- Bermudi (UK)
- Kanada
- Kostarika
- Grenlandija (DEN)
- Gvatemala
- Honduras
- Mehika
- Nikaragva
- Panama
- Saint Pierre and Miquelon (FRA)
- ZDA

#### Karibi
- Angvila (UK)
- Antigva in Barbuda
- Aruba (NED)
- Bahami
- Barbados
- Bonaire (NED)
- Britanski Deviški otoki (UK)
- Kajmanji otoki (UK)
- Kuba
- Curaçao  (NED)
- Dominika
- Dominikanska republika
- Gvadelup (FRA)
- Grenada
- Haiti
- Jamajka
- Martinik (FRA)
- Montserrat (UK)
- Saba (NED)
- Portoriko (USA)
- Saint Barthélemy (FRA)
- Sveti Krištof in Nevis
- Sveta Lucija
- Sint Maarten (NED)
- Saint Martin (FRA)
- Sveti Vincencij in Grenadine
- Sint Eustatius (NED)
- Trinidad in Tobago
- Otoki Turks in Caicos (UK)
- Deviški otoki (USA)